# Championnats du monde de cyclo-cross 1968
Navigation
Édition précédente Édition suivante
Les championnats du monde de cyclo-cross 1968 ont lieu le 25 février 1968 à Luxembourg au Luxembourg. Deux épreuves masculines sont au programme.

## Podiums
| Épreuves | Or                 | Argent             | Bronze             |
| -------- | ------------------ | ------------------ | ------------------ |
| Élites   | Eric De Vlaeminck  | Hermann Gretener   | Michel Pelchat     |
| Amateurs | Roger De Vlaeminck | Peter Frischknecht | Cock van der Hulst |

## Résultats

### Classement des élites
| Pos. | Cycliste            | Pays     | Temps           |
| ---- | ------------------- | -------- | --------------- |
|      | Eric De Vlaeminck   | Belgique | 1 h 02 min 18 s |
|      | Hermann Gretener    | Suisse   | + 2:59          |
|      | Michel Pelchat      | France   | + 2:59          |
| 4    | Luciano Luciani     | Italie   | + 3:35          |
| 5    | Huub Harings        | Pays-Bas | + 3:59          |
| 6    | Albert Van Damme    | Belgique | + 3:59          |
| 7    | Max Gretener        | Suisse   | + 3:59          |
| 8    | Jean-Pierre Ducasse | France   | + 4:15          |
| 9    | Daniel Grégoire     | France   | + 4:45          |
| 10   | Renato Longo        | Italie   | + 4:55          |

- Le représentant de l'Allemagne de l'Ouest Rolf Wolfshohl, initialement deuxième (à 55 secondes), a été disqualifié pour dopage.

### Classement des amateurs
| Pos. | Cycliste           | Pays               | Temps       |
| ---- | ------------------ | ------------------ | ----------- |
|      | Roger De Vlaeminck | Belgique           | 58 min 45 s |
|      | Peter Frischknecht | Suisse             | + 0:02      |
|      | Cock van der Hulst | Pays-Bas           | + 0:10      |
| 4    | Franco Livian      | Italie             | + 0:12      |
| 5    | John Atkins        | Grande-Bretagne    | + 0:14      |
| 6    | Jakob Küster       | Suisse             | + 0:14      |
| 7    | Flory Ongenae      | Belgique           | + 0:14      |
| 8    | Lucio Colzani      | Italie             | + 0:16      |
| 9    | Horst Maier        | Allemagne de l'Est | + 0:16      |
| 10   | Břetislav Souček   | Tchécoslovaquie    | + 0:16      |

## Tableau des médailles
| Rang | Nation   | Or | Argent | Bronze | Total |
| ---- | -------- | -- | ------ | ------ | ----- |
| 1    | Belgique | 2  | 0      | 0      | 2     |
| 2    | Suisse   | 0  | 2      | 0      | 2     |
| 3    | France   | 0  | 0      | 1      | 1     |
| 3    | Pays-Bas | 0  | 0      | 1      | 1     |